# Sankaku Iwa
Sankaku Iwa (japanisch 三角岩 ‚Dreiecksfelsen‘) ist ein 2075 m hoher, pyramidenförmiger Nunatak im ostantarktischen Königin-Maud-Land. Er ragt 4 km östlich des Mount Fukushima im Königin-Fabiola-Gebirge auf.
Japanische Wissenschaftler nahmen 1960 Vermessungen und 1979 die Benennung vor.